# Rommelig olievlekje
Het rommelig olievlekje (Segestria byssophila) is een korstmos uit de familie Pertusariaceae. Het leeft in symbiose met de alg Trentepohlia. Het gedijt goed  in voedselrijke bossen en komt daar voor in gezelschap van Graphis scripta, Arthonia didyma en Porina aenea voor op hazelaars en andere bomen met een gladde schors.

## Kenmerken
De kleur van het thallus is vaak grijsachtig. De perithecia staan opvallend rommelig geplaatst zijn (soms liggen er een aantal op elkaar) en de perithecia verschillen sterk van formaat. Het invollucrellum verkleurt blauwgrijs met K.

## Verspreiding
Het rommelig olievlekje is een Europese soort. In Nederland komt het zeer zeldzaam voor.